# Muholovka
Muholovka (znanstveno ime Dionaea muscipula) je mesojeda rastlina, ki uspeva v tleh, revnih s hranljivimi snovmi, kot so mokrišča. Pomanjkanje nadomešča s proteini živali, ki jih lovi v pasti. Muholovka večinoma lovi muhe in pajke in jih je sposobna prebaviti. Muholovka je monotipska vrsta. Njeni bližnji sorodnici sta vodno kolesje (Aldrovanda vesiculosa) in rosika (Drosera). Vse tri mesojede rastline sodijo v družino rosikovk (Droseraceae).
V naravi je samo še približno 35000 rastlin, zato se obravnava kot ogrožena rastlina. 

## Izvor imena
Svoje znanstveno ime Dionaea muscipula je dobila ime po Dioni (Afroditi), boginji ljubezni, hčerki Jupitra. Rod je opisal J. Ellis leta 1773. Vrstno ime muscipula je dobila po muhi (Musca = muha). V angleščini jo imenujejo Venus Flytrap, kar pomeni 'venerina past za muhe' (iz Venera - rimska boginja ljubezni). 

## Opis
Muholovka je majhna rozetasta rastlina, ki doseže v premeru dobrih deset centimetrov. Običajno ima štiri do sedem letnih listov, ki izraščajo iz drobnega podzemnega zadebeljenega stebla. Vsak list doseže s pastjo vred dolžino 3-10 cm. Jeseni zeleni del rastline večinoma odmre, zimo pa preživi podzemni zadebeljeni del stebla. Listi izraščajo spomladi, dolžina listov pa je odvisna od zunanjih pogojev. Veliki listi in pasti nastajajo pretežno po cvetenju rastline.
Past izrašča iz konic listov v obliki dveh rahlo zaobljenih plošč. Na robovih pasti so drobni zobci, ki preprečujejo žrtvi pobeg, na vsaki plošči pa so trije senzorji, ki sprožijo zapiranje pasti, ko se jih insekt dotakne. Past se zapre v desetinki sekunde, hitrost zapiranja pa je odvisna od zunanje temperature, osvetljenosti, vlage, velikosti plena, predvsem pa od zdravja rastline. Past se ne zapre ob prvem dotiku senzorja, ampak le v primeru, če se insekt dotakne drugega senzorja v času dvajsetih sekund. Tako rastlina prepreči nepotrebno zapiranje pasti v primeru nekoristnega plena ali dežja. Pasti se na notranji strani poleti obarvajo rdeče in posnemajo barvo mesa, kar privabi muhe. Na robovih listi izločajo sluzi.
Kot večina drugih mesojedih rastlin se tudi muholovka orientira na lov na določene vrste insektov, ki so prisotni v njeni okolici. Njen pretežni plen niso muhe, ampak se deli na malo več kot tretjino mravelj, tretjino pajkov, desetino kobilic in desetino hroščev, letečih insektov pa je na njenem jedilniku manj kot dvajsetina. 

## Princip lova in prebavljanje
Zapiranje pasti povzroči kombinacija elastičnosti, napetosti in oblike listov. Sam princip premikanja ni popolnoma znan, domneva pa se, da se po sproženju senzorjev premakne kalcijeva črpalka, ki povzroči hitro spremembo turgorja tkiva v spojnem delu listov. Oblika listov omogoči zapiranje pasti v tako obliko, da onemogoči pobeg plenu. 
Če je plen uspešno ujet, začne stimulirati notranja tkiva listov, da nabreknejo in začnejo izločati encime, ki razgradijo plen. Princip razgradnje plena temelji na oksidativnih spremembah proteinov, pri katerem glavno vlogo igrajo kinoni. Taka oksidativna razgradnja povzroči razpadanje živalskih celičnih sten. Pri razgradnji sodelujejo tudi druge snovi, kot so proteaze in drugi encimi razgradnje. Razgradnja poteka približno deset dni. Rastlina iz plena izčrpa večino snovi, zato od insekta ostane le hitinski oklep. Po tem procesu se past odpre in je pripravljena na lov na novo žrtev.

## Rastišče
Muholovka raste v vlažnih savanah v tleh, revnih z dušikom in fosforjem. Je majhna in počasi rastoča rastlina in prenaša oziroma potrebuje tudi občasne požare, ki uničijo večje konkurenčne rastline. Preprečevanje požarov s strani prebivalstva v njenem naravnem okolju pomeni resno grožnjo njenem obstoju. Raste le v severnih in južnih delih Karoline v ZDA v območju, širokem le slabih 100 km. Obstajajo tudi naturalizirane populacije muholovk v severni Floridi in New Jerseyu.

## Vzgoja v kulturi
Mesojedka je sicer znana kot za vzgojo zelo zahtevna rastlina, vendar je to mnenje napačno. Je močvirska rastlina in potrebuje neprestano vlažna tla. Je rastlina hladnega podnebja in ne prenaša vročega podnebja. Prezimi pri temperaturah do -7 °Celzija, v času prezimovanja pa preživi le podzemni del rastline. Muholovke, ki prezimujejo na toplem in ne preživijo določenega mirovanja, postopno hirajo in odmrejo. Prav tako odmrejo, če se substrat za neko obdobje presuši.
Sadi se v čisto šoto ali v mešanico šote s perlitom, vulkanskim ali kremenčevim peskom v razmerju 2:1. Sadi se v globoke lončke. Presaja se jih na dve leti v začetku pomladi, lahko že februarja, najkasneje pa ko začne substrat smrdeti po gnilobi. Pri presajanju bodimo pozorni, da preveč ne poškodujemo mlade bele korenine.
Zaliva se z mehko vodo, najbolje dežnico ali z destilirano vodo. Pri uporabi vodovodne vode se šota zaapni in rastlina po nekaj mesecih propade. Lončki z rastlinami naj v poletnem času stojijo v vodi. Pozimi naj bo zmerno vlažna, torej jo občasno zalijmo in odvečno vodo odlijemo.
Dionaea naj raste poleti na direktnem soncu, kjer bo dobila tudi tipično rdeče obarvane liste. Pozimi ji ustreza temperatura okoli +5 do +10 °Celzija in nekateri jo shranijo kar v hladilniku pri +4º Celzija. Poleti se lahko temperatura dvigne do +35 stopinj Celzija. Jeseni odmrejo skoraj vsi listi in takrat je v stanju mirovanja. V šoti ostane živa sredica, iz katere spomladi poženejo novi listi. 
Gnojenje povzroči propad rastline, zato muholovk ne gnojimo. Dovolj je, da čez leto ujame nekaj žuželk, s katerimi dobi dovolj proteinov in drugih snovi za svoje preživetje. Hranjenje ni potrebno, preveč nahranjena rastlina pa lahko celo odmre, ker ji prehitro uničimo liste.
Mesojedke se razmnoži s semenom, z deljenjem rastlin ali z listnimi potaknjenci. Seme nastane po oploditvi belega cvetja, ki se pojavi na nekaj decimetrov visokem cvetnem steblu. Cveti enkrat ali dvakrat letno. Seme je drobno, črno in s svetlečo površino. Sejanci potrebujejo do odrasle faze pet let. Rastline razmnožimo tudi z raztrgavanjem koreninskega dela rastlin v koncu poletja, za vzgojo z listnimi potaknjenci pa je potrebna predvsem potrpežljivost. Liste potrgamo pri koreninski bazi, odrežemo pasti, liste potaknemo v šoto, lončke pokrijemo z vrečkami in vsebino vzdržujemo vlažno. Potaknjenci rastejo hitreje kot sejanci.

## Kultivarji
Muholovke so zelo popularne rastline in poznamo precej kultivarjev. Večin najbolj popularnih kultivarjev se razmnožuje s pomočjo tkivnih kultur. Registrirani kultivarji so (ime kultivarja in gojitelj):
- Dionaea muscipula 'Akai Ryu'{Ron Gagliardo}
- Dionaea muscipula 'B52' {Henning Von Schmeling}
- Dionaea muscipula 'Big Mouth' {Tony Camilleri}
- Dionaea muscipula 'Bohemian Garnet' {Miroslav Srba}
- Dionaea muscipula 'Clayton's Red Sunset' {Colin Clayton}
- Dionaea muscipula 'Cupped Trap' {Staff at Agri-Starts III Inc, Eustis, FL.}
- Dionaea muscipula 'Clumping Cultivar' {Peter D'Amato}
- Dionaea muscipula 'Dentate' {Peter D'Amato}
- Dionaea muscipula 'Dentate Traps' {Barry Meyers-Rice}
- Dionaea muscipula 'Dente' {Peter D'Amato}
- Dionaea muscipula 'Fondue' {Guillaume Bily}
- Dionaea muscipula 'Fused Tooth' {Peter D'Amato}
- Dionaea muscipula 'Green Dragon' {Neznan}
- Dionaea muscipula 'Holland Red' {Nizozemska}
- Dionaea muscipula 'Jaws' {Leo Song Jr.}
- Dionaea muscipula 'Justina Davis' {Neznan}
- Dionaea muscipula 'Kinchyaku' {Katsuhiko Kondo}
- Dionaea muscipula 'Korean Melody Shark' {Jang Gi-Won & Wook Hyon (Max) Yoon}
- Dionaea muscipula 'Korrigans' {Guillaume Bily}
- Dionaea muscipula 'Louchapates' {Romuald Anfraix}
- Dionaea muscipula 'Microdent' {Gayl Quenon}
- Dionaea muscipula 'Mirror' {Dieter Blancquaert}
- Dionaea muscipula 'Perlite Dragon' {Neznan}
- Dionaea muscipula 'Red Burgundy' {Neznan}
- Dionaea muscipula 'Red Piranha' {Ed Read}
- Dionaea muscipula 'Red Rosetted' {Peter D'Amato}
- Dionaea muscipula 'Royal Red' {AUPBR 464}
- Dionaea muscipula 'Sawtooth' {Barry Meyers-Rice}
- Dionaea muscipula 'Scarlet Bristle' {Real Keehn Concepts}
- Dionaea muscipula 'Wacky Traps' {Cresco Nursery, Netherlands}